# Tiziano Aspetti

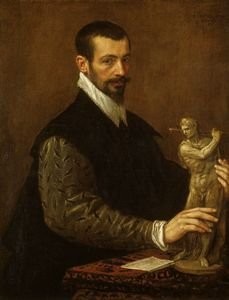
Tiziano Aspetti

Tiziano Aspetti (1557/1559 - 1606) fue un escultor italiano del Renacimiento. Nació en Padua y desarrolló su actividad principalmente allí y en Venecia. Realizó tanto grandes como pequeñas esculturas en bronce. Entre sus grandes obras se encuentran las estatuas de bronce de la fachada de laIglesia de San Francesco della Vigna y de San Antonio y otras muchas decoraciones escultóricas para la Basílica de San Antonio de Padua.
Cuando Aspetti inició su carrera pública en la década de 1590, Alessandro Vittoria prácticamente había dejado de esculpir y Girolamo Campagna tenía el monopolio de los principales encargos escultóricos. Aunque Aspetti se adelantó a Campagna en el encargo del altar de San Antonio, no tuvo tanto éxito en Venecia, ya que no produjo nada tan potente como el altar mayor de Campagna para San Giorgio Maggiore (1590-1593) y el altar de San Salvatore (c.1590).
Sin embargo, no tenía rivales en Florencia para la producción de relieves, aparte quizás de Giovanni Battista Caccini y su contemporáneo Giambologna, lo que pudo haber sido la razón de que Aspetti se mudara allí en 1604, completando un relieve en bronce de la Muerte de San Lorenzo que ahora se encuentra en la iglesia florentina de Santa Trinita en Florencia. Floreció en la Toscana y murió en Pisa, aunque es imposible analizarlo completamente como artista hasta que se descubra más sobre las obras, ahora perdidas, que produjo allí, especialmente ocho obras mitológicas.

## Vida y obras

### Primeros años
La familia de su madre había producido muchos otros artistas, apodado 'Lizzaro', su padre Guido Minio se había especializado en la fundición de bronce y su hermano Tiziano Minio era un destacado escultor y artista de estuco. Probablemente, Aspetti se formó en el taller familiar y es posible que habiese sido ayudante de taller de Girolamo Campagna, el otro gran escultor activo en Venecia a finales del siglo XVI. Sus contactos familiares le permitieron entrar en la casa de Giovanni Grimani en Venecia en 1577, donde pasó dieciséis años.
Patriarca de Aquileia de una familia que había producido tres dogos, Grimani también fue un importante mecenas de artistas contemporáneos y su palazzo albergaba una de las colecciones de antigüedades más grandes y valiosas de Italia fuera de Roma, un gran atractivo para los visitantes de Venecia. El largo servicio de Aspetti fue diferente a la repetida búsqueda de encargos de otros artistas en Venecia en ese momento, lo que lo convirtió casi en un artista de la corte. La familia del Patriarca apoyaba el arte manierista italiano, y en su palacio cercano a Santa María Formosa había obras de estuco de Giovanni da Udine, Federico Zuccari y Francesco Salviati. Pasar su juventud en el rico y elegante entorno de la colección, incluyendo el tiempo de restauración de algunas de las antigüedades, dejó su huella y puede verse en sus obras de madurez.
Sus primeras obras conocidas son dos mediocres bajorrelieves de San Marcos y San Teodoro en 'pietra viva' para el 'nuevo' Puente de Rialto y el Gigante torpe en mármol situado en lo que hoy es la entrada de la Librería Marciana, ninguno de ellos relacionado con la elegancia de sus obras posteriores. Los Atlantes que sostienen un bajorrelieve c.1589 sobre la chimenea en la Sala dell'Anticollegio del Palazzo Ducale de Campagna fueron atribuidos erróneamente durante un tiempo a Aspetti, quien en realidad produjo el bajorrelieve de la fragua de Vulcano. Sus primeros bronces supervivientes son las figuras alegóricas de tamaño natural de la Templanza y la Justiciac en la capilla Grimani en San Francesco della Vigna . Fueron realizadas antes del 28 de noviembre de 1592, fecha en la que el patriarca utilizó un codicilo en su testamento para ordenar al artista que las completara. También ordenó a Aspetti ejecutar las figuras de Moisés y San Pablo para la misma iglesia, como se verá más adelante. Aspetti fue pintado por Leandro Bassano alrededor de 1592, una obra que ahora se encuentra en la Colección Real del Reino Unido.

### Padua
Gracias al patrocinio de Grimani, la fama de Aspetti se extendió rápidamente a Padua y, a principios de la década de 1590, produjo los bajorrelieves de bronce de San Daniel arrastrado por un caballo y El martirio de San Daniel para su catedral, probablemente para un altar a ese santo en el cripta. Lo que probablemente sea la fundición original se encuentra ahora en el Museo Metropolitano de Arte, luego reemplazada por otra fundición, esta última todavía en el Museo Diocesano de Arte Religioso de Padua y probablemente producida en el siglo XIX.
El enfoque de Aspetti fue profundamente pictórico y mostró su verdadera vocación por la escultura en bajorrelieve. Él y su tío estaban entre los pocos escultores venecianos interesados en las técnicas florentinas para producir bajorrelieves y sus figuras iban desde bajorrelieves hasta esculturas casi completamente redondas. De hecho, superó tanto las expectativas de su comisionado que se le duplicó el sueldo. En las dos escenas produjo riqueza espacial a través de una variedad de emociones, poses y texturas que variaban entre fondos arquitectónicos de ladrillo y piedra, carne desnuda, cuero y armadura. La gama emocional en Martirio se extiende desde el verdugo clavando el cuerpo desnudo y lastimoso del santo hasta los indiferentes soldados de la derecha y la consternación de los hombres de la izquierda. La obra incluso evoca el sonido, con un perro que ladra y un caballo que relincha y se encabrita cerca de un hombre que toca un cuerno de caza, como en Arrastrado. Las figuras alargadas, esbeltas y dinámicas se ajustan al canon de belleza física y reflejan el conocimiento del artista del manierismo contemporáneo, así como del arte helenístico. El uso generalizado del buril, el relieve, las marcas de fuego y otras técnicas reproducen un patrón en toda la superficie y atestiguan su amor por los efectos pictóricos y coloristas. Ellas y la Anunciación (Instituto de Arte de Chicago; principios de 1580) son las primeras sucesoras dignas de los relieves en bronce de Jacopo Sansovino para la Basílica de San Marcos de Venecia.
Tras el notable éxito de las dos obras, el 6 de noviembre de 1593 Aspetti recibió un encargo muy lucrativo y prestigioso para un nuevo retablo de mármol para la capilla de Sant'Antonio en la basílica de San Antonio de Padua, adornado con estatuas de bronce de tres santos franciscanos. ( Antonio de Padua, San Buenaventura y Luis de Toulouse ), las cuatro virtudes cardinales de Fe, Caridad, Templanza y Fortaleza o Esperanza y cuatro ángeles portadores de velas (las Virtudes fueron colocadas en el coro en 1597 sobre la balaustrada del altar mayor ). Este fue el tercer y más grande conjunto monumental dedicado a San Antonio después del retablo mayor de Donatello (terminado en 1453) y las estatuas de bronce y relieves de mármol que decoran las paredes laterales de la capilla de Sant'Antonio. Las estatuas de tres santos franciscanos no eran típicas de Aspetti, sino que emulaban a Donatello. Las Virtudes fueron representadas a medio tamaño natural, con cabezas pequeñas, cuerpos alargados y elegantes ropajes, más propios del estilo de Aspetti en esta época. 

### Trabajo posterior en el Véneto
Aspetti completó el retablo alrededor del 30 de diciembre de 1595, fecha en la que recibió el encargo de producir una figura de Cristo para la fuente de Giovanni Antonio Minelli de 'Bardi en el pasillo de la nave noroeste, completada el 8 de mayo de 1599. Los bustos de bronce de Sebastiano Venier, Agostino Barbarigo (vencedores de la Batalla de Lepanto de 1571) y Marcantonio Bragadin (defensor de Famagosta y muerto el mismo año que Lepanto), todos en el Palacio Ducal de Venecia, parecen haber sido modelados y fundido en 1596-1599. La misma fecha se asigna a las figuras de San Pablo y Moisés para nichos palladianos en la fachada de San Francesco della Vigna, donde permanecen. Pocas son las fachadas de las iglesias de Venecia que se han completado y aún menos las que tienen esculturas en la fachada, especialmente antes de 1600, siendo el Moisés y San Pablo unas de las primeras estatuas de bronce en la fachada de una iglesia veneciana, su material oscuro contrasta con el fondo de mármol blanco. Una vez finalizados estos proyectos, Aspetti realizó su primer viaje conocido fuera del Véneto. En octubre de 1599 se encuentra en Carrara, pero regresa a Venecia en 1602. 

### Toscana (1604 en adelante)
El 3 de julio de 1604, Aspetti abandonó definitivamente Venecia para acompañar al sobrino de Giovanni Grimani, Antonio IV Grimani, obispo de Torcello, a Pisa, después de que éste fuera nombrado nuncio apostólico para la Toscana, lo que demuestra los fuertes vínculos de Aspetti con la familia Grimani. Estos últimos años de la vida de Aspetti en la casa del conde Camillo Berzighelli en Pisa fueron muy productivos, durante los cuales produjo dos crucifijos de bronce, un relieve de bronce que muestra a la segunda esposa de Berzighelli, Luisa Paganelli, ocho relieves de bronce con escenas mitológicas, una pieza de plata que muestra a Cristo en la columna con dos látigos (dejada en el testamento de Aspetti a la basílica de San Antonio en Padua), un Hércules y Anteo de mármol, un Adonis de mármol y una Leda dormida, obras que, sin embargo, no han sobrevivido.
La única escultura sobreviviente de los años de Aspetti en Pisa es El martirio de San Lorenzo, un relieve de bronce encargado por el senador tío de Berzighelli, Lorenzo Usimbardi (1547-1636). Aunque a lo largo de su historia ha formado el frente del altar en la capilla Usimbardi en la esquina noroeste de la nave de Santa Trinita, Florencia, una fuente del siglo XVII afirma que Usimbardi lo había encargado "para otro lugar" ((probablemente la capilla de San Pietro). Puede haber algo de cierto en esto, en el sentido de que la obra es el único elemento decorativo de la capilla que no se relaciona con San Pedro y su culto. Sin embargo, se puede suponer que Aspetti habría terminado el resto de las esculturas de la capilla si hubiera vivido lo suficiente, ya que fueron realizadas después de su muerte por su discípulo Felice Palma; un crucifijo de bronce de Palma sobre el altar podría estar inspirado en un diseño de Aspetti.
El Martirio mostró un sentimiento más profundo que los dos relieves realizados para la basílica de Padua, siendo menos teatral y más pictórico. Está en sintonía con la poesía contemporánea de la Contrarreforma, especialmente en la representación obstinada e inamovible de Lorenzo en el centro de la obra, mirando en diagonal hacia el cielo incluso mientras es colocado en la parrilla, el instrumento de su martirio. Las figuras y los tipos son mucho más robustos y musculosos que en las obras más jóvenes de Aspetti, como se aprecia especialmente en la figura magníficamente modelada y acurrucada delante del grupo escultórico principal, que muestra la maestría que había adquirido en la representación del desnudo. La obra se integró en 1605 en un nuevo esquema decorativo para la capilla de Usimbardi, obra de Ludovico Cigoli.
Aspetti agregó un codicilo a su testamento el 27 de julio de 1606 (o 1607 según el calendario pisano, que empezaba el 25 de marzo en el calendario moderno). A petición propia, fue enterrado en los claustros de Santa Maria del Carmine en Pisa, con Berzighelli pagando el funeral: un busto de 1606 de Aspetti de Palma y una inscripción aún sobreviven en el sitio. Soltero y sin descendencia, hizo a un sobrino su heredero.